# 加州大学圣巴巴拉分校电子与计算机工程系
加州大学圣巴巴拉分校电子与计算机工程系（英語：UCSB Department of Electrical and Computer Engineering）是隶属于加州大学圣巴巴拉分校工程学院的电子与计算机工程系，是工程学院五个系之一。

## 概况
该系创立于1962年，是工程学院首个系所，不过该系创世之初工程学院尚不存在，当时该系隶属加州大学圣巴巴拉分校文理学院。该系学生、教职人员数量在1960年至1970年之间翻了一番。1964年，该系被批准利用100,000美元的经费建造了一个计算机通讯实验室，并在一年后引进了该系第一台IBM Model 65大型计算机。两年之后，该系开办电子工程与计算机科学的博士课程。
2011年，该系被美國國家科學研究委員會评为全美该领域研究第8位、综合第4位。，而泰晤士高等教育将该系排在该领域全球第16位。最近几年，该系学术声誉不断提升，工程学院从2005年泰晤士高等教育全球工程学院第25位上升到2011年的第16位。被该校录取的本科新生成績平均積點达到了3.93（加州大学伯克利分校为4.19）。
该系高度重视科学研究，2010至2011学年科研经费达到2220万美元。该系教职人员中，有诺贝尔物理学奖得主两位、国家技术创新奖章（National Medal of Technology and Innovation）得主一位、电气电子工程师学会会士26位。
电子与计算机工程系涵盖了电子工程本身及其与计算机交叉学科计算机工程专业。计算机工程专业的本科项目与加州大学圣巴巴拉分校计算机科学系联合开办。，从而使得学生可以选择两个系的课程以满足学业要求。

## 教学与研究
该系对本科学生提供电子工程专业的理学士、计算机工程专业的理学士两种学位项目。与本科生的学位按专业划分不同，研究生学位均属于电子与计算机工程专业，包括理学硕士和哲学博士 两种。不过具体修读的专业还是分为四种：通信与信号处理、计算机工程、控制系统和电子光电子学。
学院提供了5年制的连续修读项目，被遴选的学生可以可以比一般学生更快修读课程，在5年学习结束后一次性被授予相关专业的理学士和理学硕士两个学位。这种5年制连读项目的申请过程竞争激烈，同时不能豁免GRE考试等步骤，同时需要参加一些和工程学相关的标准化考试。
该系的课程有几部分组成，其中有部分课程由本系负责，课程号码以“ECE”作为前缀，还有部分课程由工程科学部（Engineering Sciences division）负责，课程号码以“ENGR”作为前缀。
课程号码包含“ENGR”的课程是工程学院的一些跨学科基础课程，例如基础的计算机编程、工程绘图等。大多数课程号码包含“ECE”的课程只对本系学生开放，而一些入门课程则对所有学生开放。如果选课学生超出课程容量，则给予本系学生优先的注册权。
该系的实验室和若干知名院校、研究所联合研究，这些实验室对研究生和具有一定能力的本科生开放。主要的实验室如下：
- 加州纳米系统研究所（页面存档备份，存于）（California Nanosystems Institute, CNSI；创立于2000年，与加州大学洛杉矶分校几个学科合作）[15]
- 生物技术合作研究所（页面存档备份，存于）（Institute for Collaborative Biotechnologies, ICB）
- 高效能源研究所（页面存档备份，存于）（Institute for Energy Efficiency, IEE）
- 加州大学圣巴巴拉分校纳米工艺所（页面存档备份，存于）（Nanotech: UCSB Nanofabrication Facility, NNIN）
- 生物图像信息学中心（页面存档备份，存于）（Center for Bio-Image Formatics）
- 高效能源材料中心（Center for Energy Efficiency Materials, CEEM）
- 控制动态系统和计算中心（页面存档备份，存于）（Center for Control Dynamical System, and Computation, CCDC）
- Greenscale高效能源计算中心（Greenscale Center for Energy-Efficient Computing）
- 光电子技术中心（Optoelectronics Technology Center, OTC）
- 固态照明和能源中心（Solid-State Lighting & Energy Center, SSLEC）
- 光纤以太网中心（Terabit Optical Ethernet Center, TOEC）